# 斯闊萊克 (明尼蘇達州)
斯闊萊克（英語：Squaw Lake，/ˈskwɔː/ SKWAW）是一個位於美國明尼蘇達州艾塔斯卡縣的城市。

## 人口
根據2020年美國人口普查的數據，斯闊萊克的面積為2.18平方千米，當中陸地面積為2.10平方千米，而水域面積為0.08平方千米。當地共有人口98人，而人口密度為每平方千米45人。